# Batzlow (Märkische Höhe)
Batzlow è una frazione del comune tedesco di Märkische Höhe, nel Land del Brandeburgo.

## Storia
Nel 2001 il comune di Batzlow venne soppresso e fuso con i comuni di Reichenberg e Ringenwalde, formando il nuovo comune di Märkische Höhe.

## Monumenti e luoghi d'interesse
Chiesa (Dorfkirche)Edificio in pietra risalente al primo Trecento, modificato nell'Ottocento.